# Julia Vitória
Julia Vitória, nome da Julia Victoria de Oliveira Carvalho, é uma compositora e cantora gospel  nascida e criada em Nova Jersey, Estados Unidos, filha de brasileiros, a cantora é dona das músicas "de dentro pra fora" e de "tuas águas" com a cantora Gabriela Rocha. A Julia Vitoria começou a carreira aos 15 anos quando postava covers de músicas gospels e é contratada pela Musile Records  . As músicas da cantora Julia Vitória somam mais de 45 milhões de visualizações e tem treze músicas, com a música  " de dentro pra fora" sendo a música de maior sucesso. A cantora já cantou ao lado de Bruna Olly, André e Felipe na música "o céu é o meu lar", Leandro Borges e Luciano Camargo.

## Prêmios e indicações

### Troféu Gerando Salvação
Prêmios e indicações listados abaixo: 
| Ano  | Categoria      | Indicação                                     | Resultado |
| ---- | -------------- | --------------------------------------------- | --------- |
| 2020 | Live Session   | Perto Eu Quero Estar (Part. Thaiane Seghetto) | Venceu    |
| 2021 | Feat do Ano    | Esperança (Part. Gabriel Guedes)              | Indicado  |
| 2021 | Videoclipe     | Começo, Meio e Fim                            | Indicado  |
| 2021 | Música do Ano  | Esperança (Part. Gabriel Guedes)              | Indicado  |
| 2021 | Cantora do Ano | Ela mesma                                     | Indicado  |

### Troféu Rede Gospel
Indicações e prêmios abaixo: 
| Ano  | Categoria | Indicação | Resultado |
| ---- | --------- | --------- | --------- |
| 2024 | Clipe     | Outra Vez | Indicado  |